# Château d'Arginy
Le château d'Arginy est un ancien château fort, fondé vers le milieu du XIVe siècle, reconstruit au XVe siècle et remanié XVIe siècle, qui se dresse sur la commune de Charentay, en France.
Il est très représentatif des modes constructives dans le nord du Lyonnais et la Dombes.
Le château fait l’objet d'une inscription partielle au titre des monuments historiques par arrêté du 1er juillet 1974. Seuls les façades et les toitures du château et des communs ainsi que les douves sont inscrits.

## Localisation
Le château d'Arginy est situé sur la commune de Charentay, au nord-est du bourg, dans le département du Rhône, en région Auvergne-Rhône-Alpes. 

## Historique
À l'époque gauloise, le site était le centre d'une forêt où l'on exploitait une mine de sel. Lors de la conquête romaine, un lieutenant de Jules César, nommé Arginus, fit bâtir un oppidum en ce lieu, qui, par la suite, prit son nom. Ce premier édifice de briques rouges allait durer neuf siècles et c'est sur ses ruines que fut bâti vers le milieu du XIVe siècle le château médiéval par un vassal des sires de Beaujeu.
Le château fut sans doute fondé après la vente consentie par la famille Beaujeu à un bourgeois de Montbrison, Guillaume du Vernet ou Verneys. En 1374 Guichard de Verneys en fait hommage. La famille du Vernet le posséda jusqu'en 1455, date à laquelle il passa à diverses familles de second rang.
Selon un récit légendaire, le dernier grand-maître de l'ordre du Temple, Jacques de Molay, aurait reçu dans sa prison son neveu, Guichard de Beaujeu, pour lui demander de dissimuler le trésor des Templiers à Arginy,.

## Description
Le château proprement dit était composé de deux enceintes concentriques ; l'enceinte extérieure quadrangulaire, basse, est flanquée de quatre tourelles circulaires aux angles adaptée pour le tir aux armes à feu et est contemporaine de celle de la basse cour. L'enceinte intérieure quadrangulaire, formée de logis disposés autour d'une petite cour, et dont il ne subsiste qu'une aile, et quant à elle flanquée de trois tourelles rondes ; deux seulement demeurent dont une isolée, en appareil quelconque autrefois crépit. Dans le dernier angle, s'élève la belle tour maîtresse, dite des huit Béatitudes, bâtie en briques au XIIIe siècle sur plan cylindrique à l'extérieur, octogonal à l'intérieur. La basse-cour rectangulaire a conservé deux tours d'angles rondes et on y accède par une tour-porte qui commande un des deux pont-levis.